# Argentina en los Juegos Paralímpicos de Nueva York y Stoke Mandeville 1984
La participación de Argentina en los Juegos Paralímpicos de Nueva York y Stoke Mandeville 1984 fue la séptima actuación paralímpica de los deportistas argentinos, en la también séptima edición de los Juegos Paralímpicos. La delegación argentina se presentó en un solo deporte (atletismo), con solo 6 deportistas, todos varones. Argentina compitió en 13 eventos. Se trata de la más baja participación en la historia del paralimpismo argentino y la única en la que no participaron mujeres. Como resultado no se obtuvieron medallas, algo que volvería a repetirse en los juegos de 1996 y 2000.
Individualmente la mejor actuación correspondió a Aldo Reyna en la prueba de 5.000 metros B1, en la que llegó en octavo lugar, obteniendo así diploma paralímpico.

## Deportistas
La delegación deportiva argentina estuvo integrada por César Bogarin, Luis Cabral, Ramón Flores, Hugo Killalba, Aldo Reyna y Narciso Valiente.